# Середній дріас
Середній дріас — кліматичний період між Беллінгським та Аллередським інтерстадіалами часів останнього зледеніння епохи плейстоцену.
Похолодання середнього дріасу відбулося близько 14,1-13,9 тисяч років тому
.
Період названо по рослині альпійської тундрової зони дріада, яка була широко поширена у цей кліматичний період і стала його індикатором.
Поступове потепління з часу останнього льодовикового максимуму (27 — 24 тис. років тому) було перервано двома похолоданнями: середнім та верхнім дріасом (близько 12,9–11,65 тис. років тому).
На півночі Шотландії льодовики були потужніше під час середнього дріасу, ніж під час верхнього дріасу, і немає доказів людської присутності у Британії.

У Північно-Західній Європі був також нижній дріас (18,5 — 14 тис. років тому)

Нижній дріас був холодним, сухим періодом, який спостерігався в кліматологічних даних лише в деяких регіонах, залежно від географічної широти.
У регіонах, в яких його не спостерігається, Беллінг–Аллеред вважається єдиним інтерстадіалом.
Свідчення про нижній дріас є найсильнішими у північній Євразії, особливо в частині Північної Європи, приблизно еквівалентно пилковій зоні Ic.

## Датування
За даними ізотопу кисню 18О у Гренландії середній дріас виглядає як пік, спрямований вниз, що є невеликим розривом між Беллінгським та Аллередським інтерстадіалами.
Така конфігурація викликає труднощі з визначенням точних хронологічних меж, оскільки середній дріас, по суті, є скоріше точковою подією, ніж сегментом, досить малим для похибки радіовуглецевого датування.
.
Оптимальний підхід намагається включити середній дріас до послідовності точок, максимально близьких одна до одної (висока роздільна здатність) або до відомих подій.
Наприклад, пилок з острова Хоккайдо, Японія показує пік пилку модрини і занепад сфагнуму близько 14,6–13,7 тис. років тому.
У Білому морі охолодження сталося близько 14,7-13,4/13 тис. років тому, що призвело до розширення льодовика на початковому етапі аллередського потепління.
У Канаді фаза озера Шулі (Shulie) (нове розширення льодовика) датується близько 14-13,5 тис. років тому.
З іншого боку, хронологія донних відкладів на півдні Швеції вказує на діапазон 14,05-13,9 тис. років тому.

Встановлення чітких меж нижнього дріасу залишається поки не до кінця вирішеним завданням у кліматології.

## Характеристика
У Північній Європі чергувалися смуги степу і тундри, в залежності від межі вічної мерзлоти та географічної широти.
У вологіших регіонах навколо озер і річок були густі зарості карликової берези, верби, обліпихи та ялівцю.
У річкових долинах і на височинах до півдня росли березові гаї.
Перші дерева, береза і сосна, поширилися у Північній Європі за 500 років до початку цього періоду.
Під час середнього дріасу Фенно-Скандинавський льодовиковий щит розпочав відновлення, межа поширення дерев відсувалася на південь, а місце дерев зайняла суміш трав'янистих і холодостійких видів альпійської кліматичної зони.
Цей тип біому відомий під назвою лісотундра.
У ті часи вона тягнулася щодо безперервної смугою від Сибіру до Британії, яка була сполучена суходолом з Європою.
На північному заході Європи було Балтійське льодовикове озеро, краєм його був межею льодовика.
Існував сухопутний коридор між Данією і південною Швецією.
Велика частина Прибалтики та Фінляндії була покрита льодовиком або озером більшу частину цього періоду.
Північна частина Скандинавії була покрита льодовиком.
Між Британією та Європейським континентом існував суходіл — Доггерланд.
Наведений нижче короткий список флори і фауни представляє лише невелику частку від загальної кількості видів, чиї рештки, виявлені археологами, відносяться до цього періоду.
Багато родин налічували більше видів, ніж зараз, а в останній інтергляціал їх було ще більше.
Масове вимирання видів, особливо ссавців, триває з кінця плейстоцену до сьогодення.

## Флора
Рослинні види середнього дріасу зазвичай знаходять у торф'яних відкладах. Індикаторними видами періоду є рослини альпійської зони:
- Betula pubescens
- Pinaceae
- Dryas octopetala
- Salix herbacea
- Oxyria digyna

Трав'янисто-чагарникові види:
- Artemisia,
- Ephedra
- Hippophae

## Фауна
Artiodactyla:
- Bison priscus,
- Rangifer tarandus,
- Megaloceros giganteus,
- Alces alces,
- Cervus elaphus,
- Ovibos moschatus,
- Saiga tatarica,

Perissodactyla:
- Equus ferus,
- Coelodonta antiquitatis,

Proboscidea:
- Mammuthus primigenius,

Ursidae:
- Ursus arctos,
- Ursus spelaeus,

Hyaenidae:
- Crocuta crocuta

Felidae:
- Panthera leo spelaea

Canidae:
- Canis lupus
- Alopex lagopus

Mustelidae:
- Gulo gulo

Phocidae:
- Pagophilus groenlandica,
- Pusa hispida

Odobenidae:
- Odobenus rosmarus,

Monodontidae:
- Delphinapterus leucas

Delphinidae:
- Orcinus orca

Mysticeti Eschrichtiidae:
- Eschrictius robustus

Leporidae:
- Lepus tanaiticus,

Ochotonidae:
- Ochotona spelaeus

Cricetidae:
- Lemmini
- Lemmini
- Lagurus lagurus
- Microtus gregalis
- Arvicola terrestris

Sciuridae:
- Spermophilus

Dipodidae:
- Allactaga jaculus

## Археологія
Євразія була населена кроманьйонцями, які перебували на культурній стадії верхнього палеоліту.
Племена людей виживали, полюючи на рівнинних ссавців.
На півночі Європи їх основною здобиччю був північний олень;
на території України — мамут найвеличніший.
Вони мешкали в хатинах і виготовляли свої знаряддя, збираючись навколо табірних багать.
В оселях на Україні як будівельний матеріал використовували бивень мамута.
Людина в ту епоху вже розселилася в Сибіру і проникла в Північну Америку.

На полюванні людей супроводжували собаки. Рештки двох собак були виявлені у пізньоплейстоценових шарах України.
За зовнішнім виглядом вони нагадували сучасного німецького дога, можливо, з тієї причини, що їх спеціалізація полягала в загоні великих ссавців — мамутів.
Велика кількість мамутових кісток в місцях людських стоянок вказує на те, що мамут на той час був цінний для людини не тільки м'ясом, а й, зокрема, кістками як матеріалом для будівництва або виробів, тому полювання на нього стало інтенсивнішим.
Культура пізнього палеоліту була вже далеко не одноманітною.
Виникла велика кількість місцевих традицій, розрізнялися способом життя і знаряддями.
Гамбурзька культура займала низини і північ Німеччини до стародавнього дріасу, коли одночасно з групою Гавелте пізньої гамбурзької культури в Данії і на півдні Швеції існувала розвинена культура Федермессер, що кочували за стадами північного оленя.
На південь від гамбурзької існувала Мадленська культура, яка на той час вже мала тривалу традицію.
На Україні існувала, зокрема, Молодовська культура, що використала бивні мамута для будівництва житла.